# Ana Maria Brânză
Ana Maria Florentina Brânză, coniugata Popescu (Bucarest, 26 novembre 1984), è una schermitrice rumena, specializzata nella spada. Ha vinto una medaglia d'oro e due d'argento ai Giochi olimpici.

## Palmarès
- Giochi olimpici

Pechino 2008: argento nella spada individuale.
Rio 2016: oro nella spada a squadre.
Tokyo 2020: argento nella spada individuale
- Mondiali

Lisbona 2002: bronzo nella spada individuale.
Parigi 2010: oro nella spada a squadre.
Catania 2011: oro nella spada a squadre e bronzo nella spada individuale.
Budapest 2013: bronzo nella spada a squadre.
Mosca 2015: argento nella spada a squadre.
Wuxi 2018: argento nella spada individuale.
- Europei

Smirne 2006: oro nella spada a squadre.
Kiev 2008: oro nella spada a squadre e argento nella spada individuale.
Plovdiv 2009: oro nella spada a squadre.
Sheffield 2011: oro nella spada a squadre e bronzo nella spada individuale.
Legnano 2012: argento nella spada a squadre.
Zagabria  2013: oro nella spada individuale e argento nella spada a squadre.
Strasburgo 2014: oro nella spada a squadre.
Montreux 2015: oro nella spada a squadre.
Torun 2016: argento nella spada individuale e bronzo nella spada a squadre.